# Павылон
Павыло́н — озеро на северо-востоке Якутии, в Среднеколымском улусе. Расположено в пределах Колымской низменности, к юго-западу от озера Чонгкуя. Имеет полукруглую форму, на севере берега слабо изрезаны.
Площадь зеркала 119 км², площадь водосбора 186 км². Находится на высоте 22 м над уровнем моря. Средняя глубина озера составляет 29 м. Из Павылона берёт начало река Павылон-Сяне (Павылон-Сээнэ, левый приток реки Алазея). По соседству находятся ещё несколько крупных озёр: Мырас на юго-западе, Илин-Эртек на севере, Чонгкуя на северо-востоке и Илимнир-Ярманса на юге. Озеро Павылон является местом линьки уток.
Ближайший населенный пункт, село  Алеко-Кюёль, расположен примерно в 20 км к северу.